# Камбурьян, Елена Вагановна
Елена Вагановна Камбурьян (1927 год, село Салибаури, Батумский район, АССР Аджаристан, ССР Грузия) — рабочая Салибаурского совхоза имени Сталина Министерства сельского хозяйства СССР, Батумский район, Аджарская АССР, Грузинская ССР. Герой Социалистического Труда (1951).

## Биография
Родилась в 1927 году в крестьянской семье в селе Салибаури Батумского района. Окончила местную начальную школу, после которой трудилась на чайной плантации Салибаурского совхоза имени Сталина.
В 1950 году собрала 6221 килограмма чайного листа на площади 0,5 гектаров. Указом Президиума Верховного Совета СССР от 1 сентября 1951 года удостоена звания Героя Социалистического Труда за «получение в 1950 году высоких урожаев сортового зелёного чайного листа» с вручением ордена Ленина и золотой медали «Серп и Молот» (№ 6133).
Этим же указом званием Героя Социалистического Труда были награждены труженики Салибаурского совхоза главный агроном Александр Сиоевич Квачадзе, заведующий отделением Вениамин Михайлович Микадзе и бригадир Владимир Евсеевич Квачадзе.
Дальнейшая судьба не известна.